# Архиепархия Вальядолида

Карта расположения архиепархии Вальядолида

Архиепархия Вальядолида (лат. Archidioecesis Vallisoletana) — архиепархия Римско-Католической церкви c центром в городе Вальядолид, Испания. В митрополию Вальядолида входят епархии Авилы, Саламанки, Саморы, Сеговии, Сьюдад-Родриго. Кафедральным собором архиепархии Вальядолида является церковь Пресвятой Девы Марии.

## История
25 сентября 1595 года Римский папа Климент VIII  выпустил буллу Pro excellenti, которой учредил епархию Вальядолида, выделив её из епархии Паленсии.
В 1688 году в Вальядолиде был построен кафедральный собор Пресвятой Девы Марии.
В 1855 году была открыта епархиальная семинария.
4 июля 1857 года епархия Вальядолида была возведена в ранг архиепархии.
В 1955 году границы архиепархии Вальядолида были расширены в соответствии с границами провинции Вальядолида.

## Ординарии архиепархии
- епископ Бартоломе де ла Пласа (18.12.1596 — 11.10.1600);
- епископ Хуан Баутиста Асеведо Муньос (30.04.1601 — 28.04.1606);
- епископ Хуан Вихиль Киньонес-и-Лабьяда (13.08.1607 — 18.07.1616) — назначен епископом Сеговии;
- епископ Франсиско Собрино Морильяс (5.09.1616 — 12.01.1618);
- епископ Энрике Пиментель Суньига (29.07.1619 — 13.02.1623) — назначен епископом Куэнки;
- епископ Альфонсо Лопес Гальо (29.05.1624 — 1.07.1627);
- епископ Хуан Торрес де Осорио (19.07.1627 — 23.09.1632);
- епископ Грегорио Педроса Касарес (31.01.1633 — 1645);
- епископ Хуан Мерино Лопес (18.02.1647 — 24.09.1663);
- епископ Франсиско де Сейхас Лосада (1664—1670) — назначен епископом Саламанки;
- епископ Хасинто де Боада-и-Монтенегро (1670—1671);
- епископ Габриэль де ла Калье-и-Эредия (1671—1682);
- епископ Диего де ла Куэва-и-Альдана (июнь 1682 — 28 июля 1707);
- епископ Андрес Оруэта Барасорда (3.10.1708 — 3.03.1716);
- епископ Хосе де Талавера Гомес де Эухенио (2.09.1716 — 5.11.1727);
- епископ Хулиан Домингес-и-Толедо (10.05.1728 — 2.06.1743);
- епископ Мартин Дельгадо Сенарро-и-Лапьедра (23.09.1743 — 22.12.1753);
- епископ Исидоро Коссио Бустаманте (16.09.1754 — 26.02.1768);
- епископ Мануэль Рубин Селис (11.03.1768 — 15.03.1773) — назначен епископом Картахены;
- епископ Антонио Хоакин Сория (13.09.1773 — 29.03.1784);
- епископ Мануэль Хоакин Морон (26.09.1785 — 27.02.1801);
- епископ Хуан Антонио Перес Эрнандес де Ларреа (29.03.1802 — 21.04.1803);
- епископ Висенте Хосе Сото Валькарсе (26.09.1803 — 16.02.1818);
- епископ Хуан Бальтасар Толедано (23.05.1824 — 27.05.1830);
- епископ Хуан Антонио Риваденейра (24.08.1830 — 26.06.1856);
- кардинал Луис де Ла Ластра-и-Куэста (3.08.1857 — 16.03.1863) — назначен архиепископом Севильи;
- кардинал Хуан де ла Круз Игнасио Морено-и-Майсонаве (1.10.1863 — 5.07.1875) — назначен архиепископом Толедо;
- архиепископ Фернандо Бланко-и-Лоренсо (17.09.1875 — 6.06.1881);
- архиепископ Бенито Санс-и-Форес (18.11.1881 — 30.12.1889) — назначен архиепископом Севильи, кардинал с 16.01.1893;
- архиепископ Марьяно Мигель Гомес Альгуасиль-и-Фернандес (30.12.1889 — 14.09.1891);
- кардинал Антонио Мария Каскахарес-и-Асара (17.12.1891 — 18.04.1901) — назначен архиепископом Сарагосы;
- кардинал Хосе Мария Хусто Кос-и-Мачо (18.04.1901 — 17.12.1919);
- архиепископ Ремихио Гандасеги-и-Горрочатеги (22.04.1920 — 16.05.1937);
- архиепископ Антонио Гарсия-и-Гарсия (4.02.1938 — 15.05.1953);
- архиепископ Хосе Гарсия-и-Гольдарас (25.08.1953 — 2.07.1970);
- архиепископ Феликс Ромеро Менхибар (2.07.1970 — 21.09.1974);
- архиепископ Хосе Деликадо Баэса (18.04.1975 — 28.08.2002);
- архиепископ Браулио Родригес Пласа (28.08.2002 — 16.04.2009) — назначен архиепископом Толедо;
- кардинал Рикардо Бласкес Перес (13.03.2010 — 17.06.2022);
- архиепископ Луис Хавьер Аргуэльо Гарсия (17.06.2022 — по настоящее врем).

## Источник
- Annuario Pontificio, Libreria Editrice Vaticana, Città del Vaticano, 2003, ISBN 88-209-7422-3